# 小林重四郎
小林 重四郎（こばやし じゅうしろう、1909年3月8日 - 1996年6月6日）は、日本の俳優、歌手。本名は小林 義雄（こばやし よしお）。
神奈川県横須賀市汐入町出身。日本映画俳優学校卒業。新国劇出身。中里事務所に所属していた。

## 略歴
1924年、劇団「宝塚国民座」に入り、『砂絵呪縛』で初舞台を踏む。
1929年、日活に入社し『雲井竜雄』で映画デビュー。その後、松竹下加茂に移籍するが、1935年、再び日活へ復帰。映画『国定忠治』の劇中歌を唄い評判を得、ポリドールよりレコードも発売。歌う映画スターのはしりとなる。
1938年、一座を結成し、舞台俳優に転じ、テイチクレコード専属歌手としても人気を得る。
1949年、映画界に復帰。退社後も脇役として数多くの映画・テレビドラマに出演した。
戦後の時代劇ドラマでは悪役を多く演じ、現代劇では影の大物政治家等を演じることも多かった。
1996年6月6日5時25分、肺炎のため死去。87歳没。
特技は唄、殺陣。

## 出演作品

### 映画
- 江戸いろは祭（1953年、松竹）
- 猿飛佐助（1955年、日活）
- 鷲と鷹（1957年、日活）
- 九人の死刑囚（1957年、日活）
- 夜の牙（1958年、日活）
- 怪談五十三次（1960年、第二東映）
- ギャング対Gメン（1962年、東映）
- 暗黒街大通り（1964年、東映）
- 日本暗殺秘録（1969年、東映）
- やくざ番外地 抹殺（1969年、日活）
- 瀬戸内少年野球団・青春篇 最後の楽園（1987年）

### テレビドラマ
- 赤胴鈴之助（1957年）
- ぽんぽこ物語[4]（1957年）
- 丹下左膳（1958年）
- 風雲さそり谷（1959年）
- 鞍馬天狗（1959年）
- 寒流（1960年）
- 矢車剣之助（1960年） - 池田大助
- 日立ファミリーステージ 第7回「左の腕」（1961年）
- 欲ぼけ色ぼけ（1962年）
- 黒いデート（1962年）
- 柔道一代（1962年）
- 隠密剣士シリーズ（TBS / 宣弘社プロ）
  - 隠密剣士
    - 第一部 隠密剣士 第1話（1963年） - 赤熊一発
    - 第二部 忍法甲賀衆 第6話（1963年） - 甲賀十三人衆の忍者・神戸の竜法師
    - 第四部 忍法闇法師 第4 - 10、12 - 13話（1963年） - 甲賀忍者「闇法師」頭領・甲賀白雲斉
    - 第七部 忍法根来衆 第12、13話（1964年） - 伊賀忍者・名張半太夫
    - 第八部 忍法まぼろし衆 第1、2、4 - 6、8 - 13話（1964年） - 甲賀まぼろし衆・鬼火伝斉

  - 新隠密剣士 第一部 忍秘影一族 第10話（1965年）
- 花の詐欺師（1963年）
- 人情紙風船（1963年）
- 三匹の侍（CX）
  - 第1シリーズ（1964年）
    - 第15話「逆臣二代」
    - 第26話「逆徒群狼」

  - 第5シリーズ 第6話「にがい汐」（1967年） - 赤潮の伝蔵
- 白馬の剣士（1964年）
- 七人の刑事 第2シリーズ 第157話「錆びた銃弾」（1964年）
- 特別機動捜査隊
  - 第213話「悪女の影」（1965年）
  - 第566話「俺には親がいねえんだ!」（1972年） - 善吉
  - 第673話「ある追跡の記録」（1974年） - 金森
  - 第794話「ある受験生の詩」(1977年） - 竜岡組長
- 山田風太郎忍法シリーズ 江戸忍法帖（1966年、TBS）- 柳沢出羽守
- ザ・ガードマン（1965年 - 1971年、TBS / 大映テレビ室）
  - 第51話「男の争い」（1966年）- 不動産会社社長
  - 第60話「裁くのは俺だ！」（1966年）- 大株主
  - 第86話「悪者たちは死んだ」（1966年）- 画商・高梨木堂
  - 第107話「古墳の呪い」（1967年）- 南郷
  - 第116話「勝利なき挑戦」（1967年）- ボクシングジムトレーナー
  - 第185話「命を張って賭場荒し」（1968年）- 立花一家会長
- 怪傑黒頭巾（1966年）
- 素浪人 月影兵庫（NET） 
  - 第1シリーズ 第18話「浜の千鳥が鳴いていた」（1966年） - 仁吉
  - 第2シリーズ 第33話「鏡の中に俺がいた」（1967年） - 熊五郎
- 写楽はどこへいった（1968年）
- 五人の野武士 第13話「赤い砦の狼」（1968年） - 箕輪伝右衛門
- プレイガール
  - 第43話「スリがねらった女のハート」（1970年） - 磯部
  - 第78話「暗黒街の美少年」（1970年） - 郷田
  - 第144話「八丈島(恥)物語」（1972年）
- 柳生十兵衛 第25話「うらなり武士道」（1970年） - 長沢十郎左衛門
- 水戸黄門（TBS / C.A.L）
  - 第1部 第30話「上州からっ風 -前橋-」（1970年2月23日） - 徳松
  - 第2部
    - 第7話「人情鬼剣舞 -花巻-」（1970年11月9日） - 権太
    - 第22話「怒れ! 格さん -垂井-」（1971年2月22日） - 赤銅屋仁兵ヱ

  - 第3部 第3話「雲助珍道中 -箱根-」（1971年12月13日） - 風祭の平十
  - 第4部 第21話「南部鉄瓶由来 -盛岡-」（1973年6月11日） - 久兵衛
  - 第5部 第10話「恋にかける天の橋立 -宮津-」（1974年6月3日） - 卍屋重兵衛
  - 第6部（1975年）
    - 第18話「紙を喰う虫 -高知-」 - 佐倉屋利兵衛
    - 第28話「めぐり逢い -鎌倉-」 - 梵天の五郎造

  - 第7部（1976年）
    - 第15話「大見得きった偽黄門 -酒田-」 - 鐙屋惣右衛門
    - 第23話「地獄で聞いた佐渡おけさ -佐渡-」 - 紅屋孫兵衛

  - 第8部
    - 第2話「駕籠屋になった助さん格さん -川崎-」（1977年7月25日） - 岩蔵
    - 第25話「初春博多囃子 -博多-」（1978年1月2日） - 油屋藤兵衛

  - 第9部 第21話「偽者にされた黄門様 -奈良井-」（1978年12月25日） - 材木問屋・村上屋儀平
  - 第10部（1979年）
    - 第10話「婿入り八丁味噌 -岡崎-」 - 大門屋太左衛門
    - 第20話「名工二代志野茶碗 -多治見-」 - 尾張屋藤兵衛

  - 第11部（1980年） 
    - 第5話「黄門さまを叱った娘 -新庄-」 - 山崎屋総兵衛
    - 第12話「瞼の父は用心棒 -宮古-」 - 五大屋藤吉

  - 第12部
    - 第8話「にせ黄門様の悪退治 -米原-」（1981年10月19日） - 今津屋寅造
    - 第25話「嘘を承知で親孝行 -富岡-」（1982年2月15日） - 石黒屋保右衛門

  - 第13部 第23話「悪を裁いたかすり織 -久留米-」（1983年3月21日） - 福童屋
  - 第14部
    - 第2話「悪を斬る! 白狐の剣 -郡山-」（1983年11月7日） - 下野屋
    - 第22話「主人を救った献上銘菓 -長岡-」（1984年3月26日） - 山木屋
- 旗本退屈男（1971年、CX）
- 人形佐七捕物帳 第18話「死のかぞえ唄」（1971年、NET） - 金子軍太夫
- 大岡越前（TBS / C.A.L）
  - 第2部 第18話「すっとび辰の失恋」（1971年9月13日） - 儀十
  - 第5部 第8話「手鎖り御用旅」（1978年3月27日） - 宗兵衛
  - 第6部 第28話「女掏摸が越前の娘」（1982年9月13日） - 木原屋清兵衛
- キイハンター 第202話「サイコロGメン 御用旅」（1972年、TBS / 東映） - 竜神一家総長・郷田忠治
- 江戸を斬る（TBS / C.A.L）
  - 江戸を斬るII 第20話 「娘目明し」（1976年3月22日） - 保古堂良斎
  - 江戸を斬るIII（1977年）
    - 第8話「盗まれた入牢証文」 - 佐野屋七兵衛
    - 第26話「八百八町は日本晴れ」 - 堺屋四郎兵衛

  - 江戸を斬るIV（1979年） 
    - 第1話「紫頭巾が二人いた!」 - 八島屋伝兵衛
    - 第26話「お江戸の空は日本晴れ」 - 武蔵屋儀右衛門

  - 江戸を斬るV（1980年） 
    - 第5話「戦慄!殺しの請負人」 - 尾張屋
    - 第22話「蜆を売ってた若殿様」 - 武州屋弥右衛門

  - 江戸を斬るVI 第26話「掏った財布が無実の証」（1981年8月10日） - 丸屋治兵衛
- ジキルとハイド 第13話「永遠の標」（1973年） - 宮地
- お耳役秘帳 第8話「俺がやらなきゃ誰がやる」（1976年、KTV / 歌舞伎座テレビ） - 秋田屋藤吉衛
- 太陽にほえろ!
  - 第271話「警察犬ブラック」（1977年） - 佐竹大造
  - 第336話「ドジな二人」（1979年） - 太田黒社長
  - 第550話「俺はプロだ!」（1983年） - 森川俊之介
  - 第567話「純情よ、どこへゆく」（1983年） - 竜神会組長
  - 第597話「戦士よさらば・ボギー最後の日」、第598話「戦士よ眠れ・新たなる闘い」（1984年） - 大河原義一
- 大江戸捜査網（12ch / 三船プロ）
  - 第284話「殺し屋雨に散る」（1977年） - 目付・高井半四郎
  - 第305話「十手に賭けた同心悲哀」（1977年） - 本間典膳
  - 第316話「恋なさけ捨身の木遣唄」（1977年） - 唐津屋
  - 第336話「鉄火娘 怒りの一番纏」（1978年） - 杉田屋伝兵衛
  - 第367話「遺産に群がる狐と狸」（1978年） - 但馬屋
  - 第394話「暴れ十手 捨て身の恩返し」（1979年） - 倉田屋宗右衛門
  - 第410話「悪を斬る料理人 華麗に参上」（1979年） - 蔵前屋
- 伝七捕物帳 第147話「縁は異なもの」（1977年、NTV） - 大黒屋
- 祭ばやしが聞こえる（1977年）
- 華麗なる刑事 第1話「月曜日には紅いバラを」（1977年） - 関東連合会総長
- 破れ奉行（1977年）
  - 第13話「人買い!女地獄船」 - 白銀屋
  - 第26話「仁義なき暗黒街」 - 徳蔵
  - 第38話「深川奉行危機一髪PART-II」 - 三崎屋長兵衛
- 達磨大助事件帳 第22話「御金蔵破りの謎」（1978年） - 仁左衛門
- 若さま侍捕物帳 第3話「参上!! 涙の大脱走」（1978年）
- 大都会 PARTIII
  - 第6話「東京・クライシス」（1978年） - 東京都知事
  - 第33話「最後通告」（1979年） - 森戸寅吉（東都連合組長）
- 俺たちは天使だ! 第4話「運が良ければボロもうけ」（1979年） - 安田
- 吉宗評判記 暴れん坊将軍 第88話「燃やせ!限りある命を!」（1979年） - 一条主水
- 大空港 (CX / 松竹)
  - 第16話「特捜部対ヤクザ 女医三森亜矢子が敵の手に!」（1978年）- 羽根木総業社長
  - 第69話「狙撃者の墓標 冬枯れの街よ友を優しく弔え!」（1980年）- 岸原信造
- 西遊記 パート2 第9話「地獄極楽宙ぶらりん」（1980年）
- 同心部屋御用帳 新・江戸の旋風 第3話「悪女伝の女たち」（1980年） - 仙造
- 桃太郎侍 第201話「当たるも八卦当たらぬも八卦」（1980年） - ちきり屋の先代
- 江戸の牙 第20話「悲愁 錦絵の女たち」（1980年）
- ライオン奥様劇場 / 妻の再婚（1980年） - 吉野実秋
- 旅がらす事件帖 第18話「海に血を呼ぶ母子星」（1981年） - 柴田肥後守
- 西部警察シリーズ
  - 西部警察 第87話「口を閉ざした少年」（1981年） - 鮫島所長（鮫島政治経済研究所）
  - 西部警察 PART-II 第24話「危険なロックンローラー」（1982年） - 大河内泰造（東洋政経懇和会会長）
  - 西部警察 PART-III 第38話「長さんと泥棒」（1984年） - 大河内代議士（東洋政治経済研究所・黒幕）
- ザ・ハングマン4 第3話「若い身体から内臓が奪われる!」（1984年） - 西尾会長
- 特命刑事ザ・コップ 第6話「たの死い旅をとめろ!」（1985年）
- ドラマ女の手記「車椅子の恐怖 私の足を返して!」（1987年）

### CM
- 大和運輸　クール宅急便「シロナガスクジラ篇」、「冷えきってるな篇」(1990年)[5]

## 音楽
歌う映画スターの第一人者でした。

### シングルレコード
- あめやの唄（1935年）
- お旦那半次の唄

## 著書
- 女 酒（キス）ぐれ 泥役者（1983年、三一書房） ISBN 978-4380832604